# Cachoeira Dourada (Goiás)
Pour les articles homonymes, voir Cachoeira Dourada.
Cachoeira Dourada est une municipalité brésilienne de l'État de Goiás et la microrégion du Meia Ponte.